# Raymund Pérault
Raymund Pérault (né à Saint-Germain-de-Marencennes en Aunis en 1435 et mort à Viterbe le 5 septembre 1505) est un cardinal français du XVe siècle et du début du XVIe siècle. Il est membre de l'ordre des augustins.

## Biographie
Né dans une modeste famille, Raymond Pérault avait été d'abord enseignant dans sa ville d'origine et à La Rochelle, avant de devenir membre de l'ordre de Saint-Augustin. Inscrit à l'université de Paris en 1470, il obtient une maîtrise en théologie en 1476. Il est doyen du chapitre de chanoines à la cathédrale Saint-Pierre de Saintes où il se consacrait à la vente des indulgences. Il est nommé archidiacre dans la province de l'Aunis en 1479 et protonotaire apostolique en 1482 par le pape Sixte IV.
En sa qualité de prédicateur contre les Ottomans, il voyageait à travers le Saint-Empire et en 1488 il négocie notamment un armistice entre l'empereur Frédéric III et le roi Matthias Corvin de Hongrie. En 1491, il est élu évêque de Gurk en Carinthie, probablement sur la base d'une appréciation de ses mérites. Il se rendit à la cathédrale de Gurk le 21 février, mais a transmis ses fonctions à son coadjuteur Matthäus Lang von Wellenburg en 1501. Il est également médiateur intervenant entre Maximilien d'Autriche, fils de Frédéric III, et Charles VIII dans la guerre de Succession de Bourgogne.

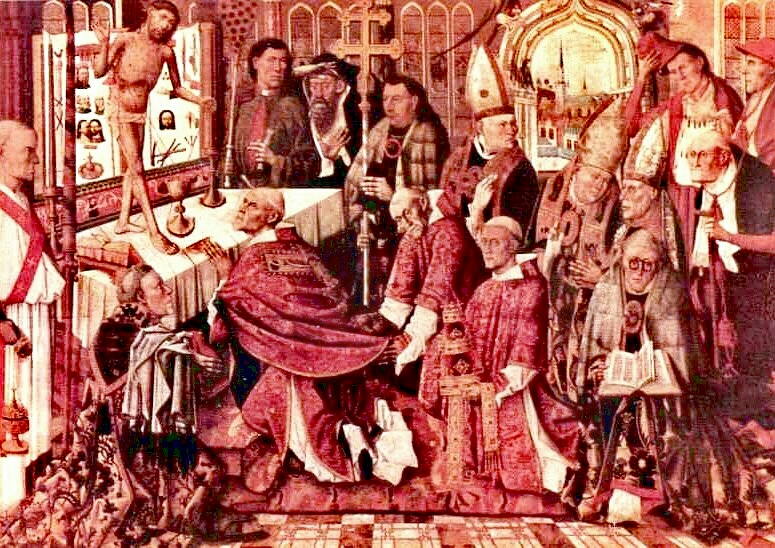
La Messe de saint Grégoire, peinture sur bois dans l'église Sainte-Marie de Lübeck, créée par Bernt Notke probablement lors de la visite du cardinal Pérault (visible à droit) en 1503. Le tableau fut détruit pendant le bombardement de Lübeck en 1942.

Le pape Alexandre VI le crée cardinal lors du consistoire du 20 septembre 1493, avec le titre de cardinal-diacre de Santa Maria in Cosmedin. Le cardinal Pérault est nommé légat apostolique auprès de Charles VIII en 1494, à Pérouse et Todi en 1499, et en Germanie et dans les pays de Nord (Danemark, Suède, Norvège et Prusse) en 1500. En 1503, Pérault et le théologien Albrecht Krantz ont aidé à l'établissement d'une paix durable entre plusieurs villes hanséatiques sous la conduite de Lübeck, alliées à Sten Sture l'Ancien, et le roi Jean de Danemark.
Il est nommé évêque in commendam de Maguelone en 1498 et administrateur apostolique du diocèse de Toul en 1501. Son passage dans ce dernier diocèse n'est plus contestable : ses armoiries apparaissent dans une verrière datée de 1503, dans le bras nord du transept de la cathédrale Saint-Étienne de Toul. Le cardinal Pérault ne participe pas aux conclaves de 1503 (élection de Pie III et Jules II). Il est encore nommé administrateur du diocèse de Saintes en 1505. Il mourut à Viterbe au cours d'un voyage en délégation.

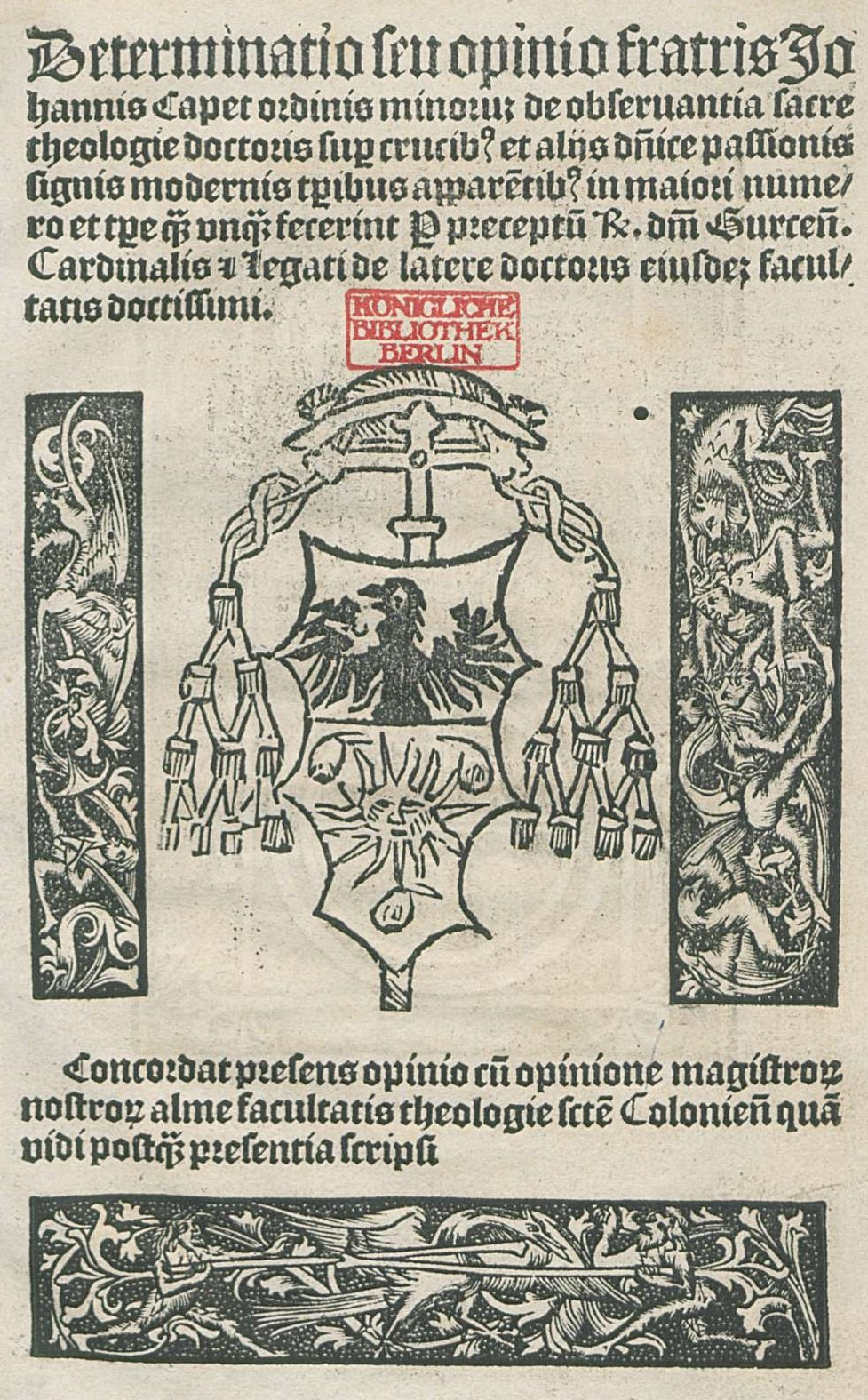
Publication décorée des armoiries du cardinal Pérault (1503).
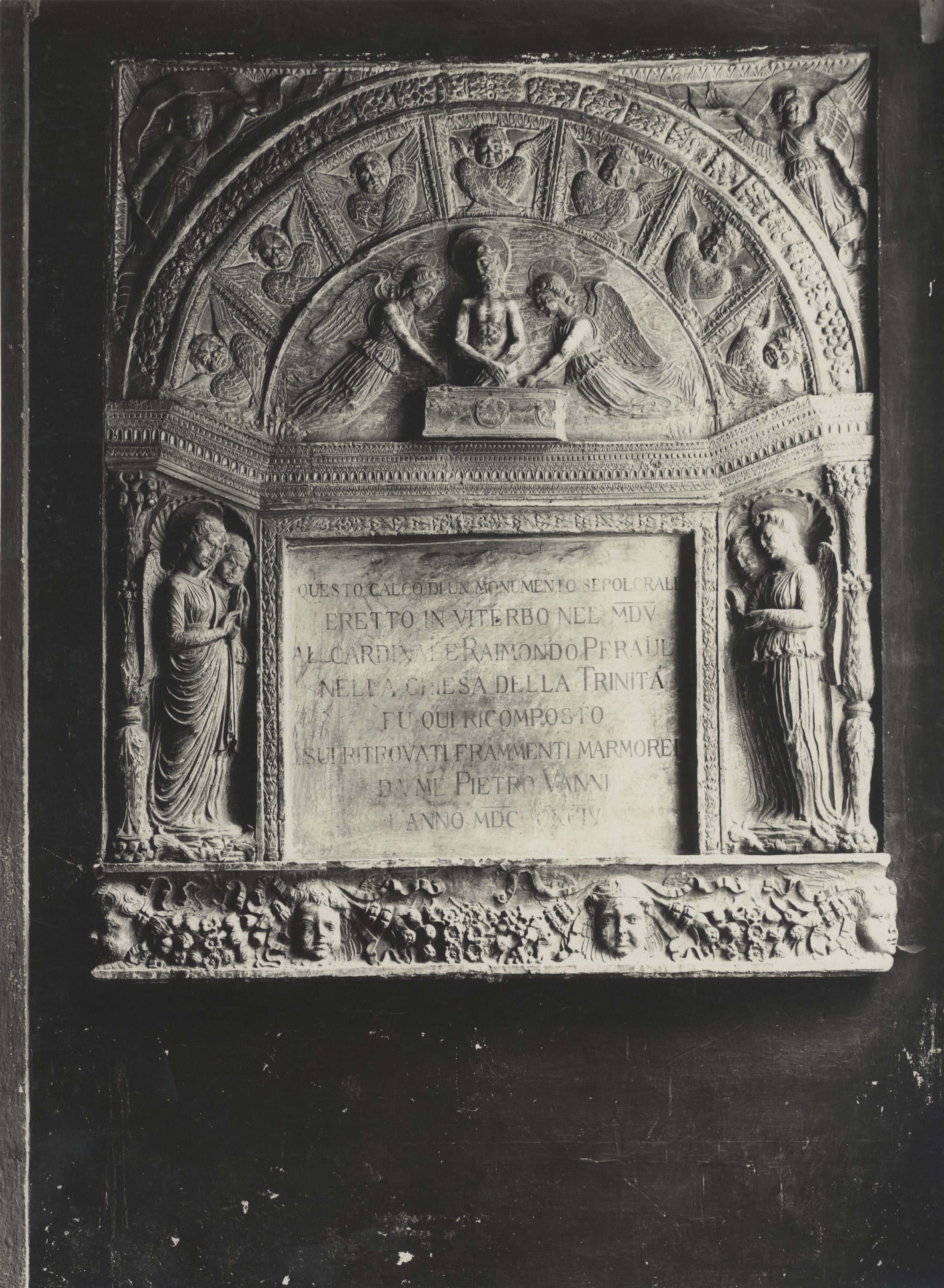